# Набедреник (обладунок)

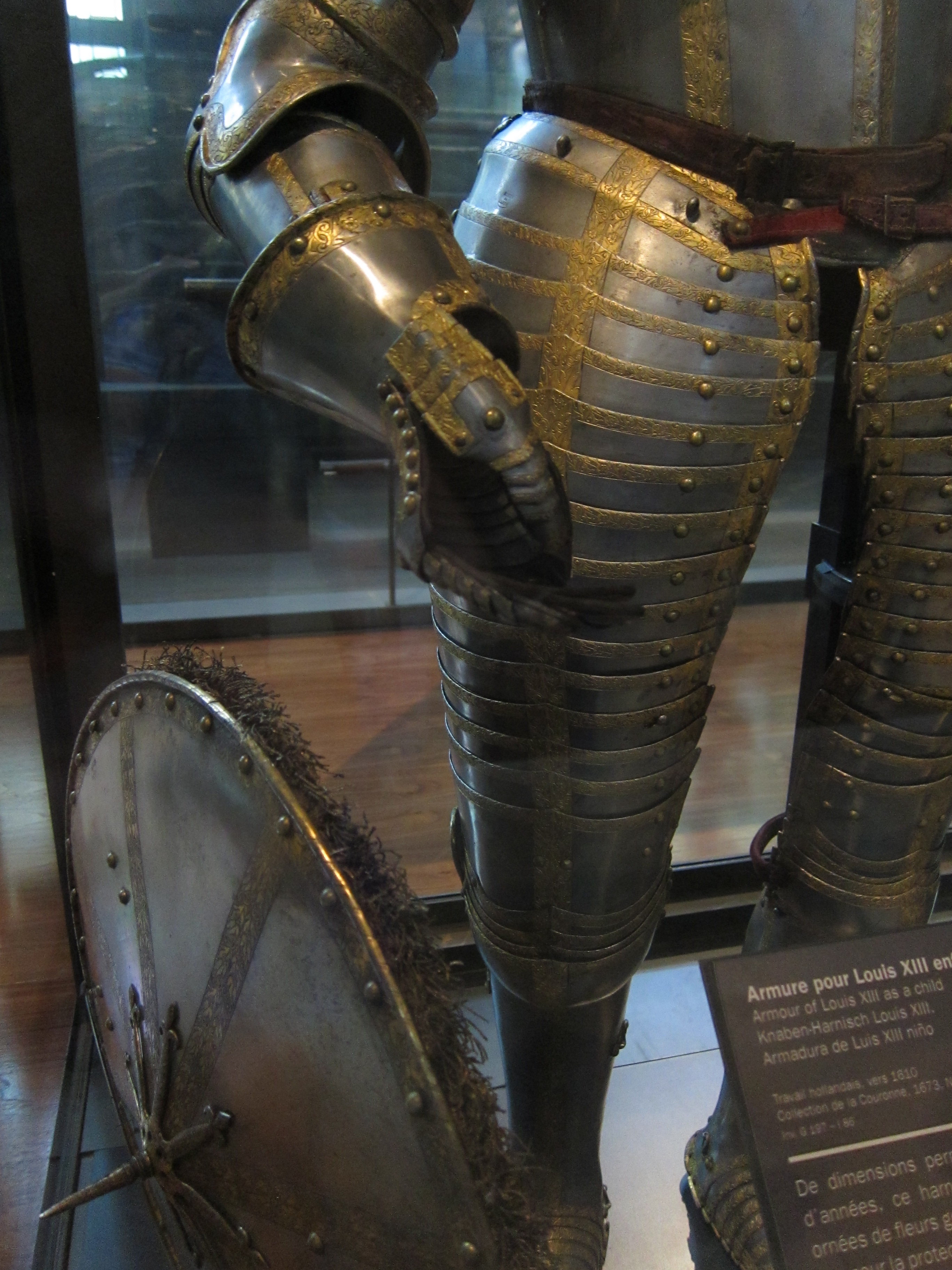
Сегментований набедреник XVII ст. Дитячий обладунок Людовика XIII

Набе́дреник (від бедро — «стегно») — частина середньовічного лицарського обладунку, яка накладалася на стегно.
Поли кольчуги й настегнові щитки забезпечували захист стегон тільки від ударів, спрямованих зверху вниз, залишаючи беззахисними від ударів знизу догори. Повноцінні набедреники були позбавлені цього недоліку. До поширення пластинчастого обладунку стегна захищали стебнованими накладками, аналогічними гамбезонам, надягаючи їх поверх кольчужних панчіх. Ранні зразки набедреників (XIV ст.) являли собою суцільну вигнуту сталеву пластину. Потім їх стали виготовляти з кількох гнучко зчленованих сталевих смуг (XV ст.). Пластини могли охоплювати по окружності, забезпечуючи захист і ззаду, але частіше закривали тільки передню частину ноги.
Зверху до набедреників примикали спідничка кіраси й настегнові щитки, знизу — наколінники.